# Józef Halib z Akoury
Józef Halib z Akoury (zm. 3 listopada 1647) – duchowny katolicki kościoła maronickiego, w latach 1644–1648 54. patriarcha tego kościoła - "maronicki patriarcha Antiochii i całego Wschodu".